# Wallner Emil (orvos, 1907–1987)
Wallner Emil (Veszprém, 1907. október 14. – Budapest, 1987. október 2.) belgyógyász, szemészorvos, az orvostudományok kandidátusa (1969).

## Élete
Wallner Emil (1879–1972) és Kuntzl Ilona (1880–1968) első gyermekeként született. Húga Wallner Magdolna (1910–1995) volt. Középiskolai tanulmányait 1917 és 1925 között a kegyes tanítórendiek vezetése alatt álló Veszprémi Római Katolikus Főgimnáziumban végezte. 1931. december 19-én a budapesti Pázmány Péter Tudományegyetemen avatták orvosdoktorrá. Oklevelének megszerzése után az I. sz. Belklinika díjtalan gyakornoka, 1937. szeptember 1. és 1947. augusztus 31. között fizetéstelen tanársegéde volt. Közben önállóan vezette a Klinika több osztályát, valamint bakteriológiai, szerológiai és hematológiai laboratóriumait. 1935-ben belbetegségek tárgykörből szakorvosi vizsgát tett. 1947-től az egyetemi Stomatológiai Klinikán, majd az I. sz. Szemészeti Klinikán tanársegéd, később tudományos munkatárs volt. 1961 után másodállásban a Stomatológiai Intézet belgyógyászaként dolgozott. 1963-ban tisztiorvosi végzettséget szerzett. 
A budapesti Farkasréti temetőben helyezték nyugalomra.

### Családja
1933. november 26-án Budapesten, a Ferencvárosban házasságot kötött Vénis Anna Mária Valéria (1903–?) orvosnővel, Vénis Jenő és Kittenberger Vilma lányával.

## Művei
- A vérnyomás változása nem, kor szerintés belső betegségekben. Csomay Imrével. (Budapesti Orvosi Újság, 1934, 43.)
- A systoles vérnyomás változása nem és kor szerint. Csomay Imrével. (Orvosi Hetilap, 1936, 24.)
- Növekedési hormonnal kezelt patkányok súlyváltozása avitaminosisban. Margitay-Becht Endrével. (Magyar Orvosi Archívum, 1938)
- Pseudodiphtheria okozta endocarditis septica. (Orvosi Hetilap, 1939, 29.)
- Az anaemia perniciosáról. (Orvosképzés, 1943, 2.)
- Súlyos vérszegénység tüdőn kívüli gümőkórban. (Orvosi Hetilap, 1943, 12.)
- Syphilises beteg súlyos vérszegénysége. (Orvosi Hetilap, 1943, 13.)
- Lueses haemolytikus anaemia. Juvancz Iréneusszal. (Orvosi Hetilap, 1943, 15.)
- Klinikai megfigyelések vérzékenységben. Vályi Edittel. (Orvosi Hetilap, 1953, 4.)
- A nyelvégés kezelése folliculus hormonnal. Sallay Kornéliával. (Fogorvosi Szemle, 1954, 7.)
- Klinikai és laboratóriumi megfigyelések acut leukaemiában. Sugár Lászlóval. (Fogorvosi Szemle, 1955, 48.)
- A fény hatása a mellékvesekéreg működésére. Radnót Magdával, Török Évával. (Orvosi Hetilap, 1955, 32.)
- A thrombosis venae centralis retinae kezelése. Radnót Magdával. (Orvosi Hetilap, 1960, 38.)
- A Sjögren-syndroma androgen kezelése. Orbán Tiborral. (Fogorvosi Szemle, 1961, 12.)
- Klinikai és terápiás megfigyelések sicca syndromában. Kandidátusi értekezés tételei. Budapest, 1968
- Az endogen eosinopenia jelentősége szembetegségekben. Radnót Magdával. (Orvosi Hetilap, 1965, 24.)
- A fogazat caries-viszonyainak alakulása Ivádon. Hattyasi Dezsővel. (Anthropologiai Közlemények, 1974, 18.)